# Furculești
Furculești est une commune du județ de Teleorman en Roumanie.